# Atlantic Richfield Company
Die Atlantic Richfield Company (abgekürzt ARCO) ist ein US-amerikanischer Ölkonzern. Heute betreibt ARCO ca. 800 Tankstellen im Südwesten der USA (Kalifornien, Nevada und Arizona).
Von 1977 bis 1990 war ARCO mit ARCO Solar auch in der damals neuen Solarzellen-Industrie aktiv.:80–83, 87 Von 2000 bis 2013 war ARCO eine Tochtergesellschaft von BP (BP West Coast Products LLC). 2013 verkaufte BP ARCO inklusive der Ölraffinerie in Carson (Kalifornien) für 2,4 Mrd. US-Dollar an die Tesoro Corporation.

## Geschichte
1866 erfolgte die Gründung von Atlantic Refining durch Charles Lockhart in Philadelphia. Im Jahr 1870 förderte Atlantic Refining bereits 3.000 Barrel pro Tag und gehörte zu einem der größten Erdölförderern in den USA. 1874 kaufte John D. Rockefeller Atlantic auf. Es gehört nunmehr zum Standard Oil Trust.
Durch den Sherman Antitrust Act wurde Standard Oil Company 1911 zerschlagen und somit die Monopolstellung von Rockefellers Trust ausgehebelt. Atlantic Refining wurde wieder unabhängig.
Im Jahr 1915 eröffnete Atlantic seine erste Tankstelle und war ab diesem Zeitpunkt nicht mehr nur Förderer, sondern auch Dienstleister. Im Zweiten Weltkrieg war Atlantic Refining Company mit zwanzig Prozent Anteil an den Kerosinlieferung für die U.S. Air Force führender Lieferant. Als eines der ersten Unternehmen förderte Atlantic ab 1952 Offshore im Golf. 1963 kauft Atlantic Refining Hondo Oil auf.
Im Jahr 1966 wurde ein neuer Unternehmensname (Firma) ARCO gebildet. Anlass war die Fusion von Atlantic Refining und der Richfield Company (auch ein Ölkonzern). 1969 übernahm ARCO die Sinclair Oil Corporation und förderte 300.000 Barrel pro Tag. 1972 verlegte ARCO seinen Unternehmenssitz von Philadelphia nach Los Angeles. 1977 fusionierte ARCO mit der Anaconda Aluminiums Corporation. Der Konzern war von nun an auch in der Metallbranche aktiv tätig.
Um auch in der damals neuen Solarzellen-Industrie Fuß zu fassen, wurde 1977 das Start-Up Synology Technology Inc. (STI) als ARCO Solar übernommen und bis zum Verkauf an Siemens 1990 weiterentwickelt.:80–83